# Matthias Nemec
Matthias Nemec (* 31. August 1990 in Opava, Tschechoslowakei) ist ein ehemaliger deutsch-tschechischer Eishockeytorwart und derzeitiger -trainer.

## Karriere
Matthias Nemec begann seine Karriere als Eishockeyspieler in der Nachwuchsabteilung des HC Slezan Opava in der Tschechischen Republik und wechselte 2004 zum EV Ravensburg, für dessen Nachwuchsmannschaften er von 2004 bis 2012 spielberechtigt war. Zusätzlich spielte er von 2007 bis 2010 für die zweite Mannschaft des EV Ravensburg in der viertklassigen Eishockey-Regionalliga. Sein Debüt in der Profi-Mannschaft der Ravensburg Towerstars gab er in der Saison 2011/2012 in der 2. Eishockey-Bundesliga. In der Saison 2013/14 erhielt er zusätzlich eine Förderlizenz bei den Augsburger Panthern, für die er im Januar 2014 sein Debüt in der DEL feierte.
Bei den Ravensburg Towerstars (DEL2) verbrachte er weitere vier Jahre bis zur Saison 2015/16, 2016 unterschrieb er einen Zweijahresvertrag beim SC Riessersee (DEL2). Anschließend stand er ein Jahr beim EHC Freiburg unter Vertrag, für den er in 34 Hauptrundenpartien eine Fangquote von 91,1 Prozent erreichte. Aufgrund einer Verletzung war Nemec in den Play-downs nicht für Freiburg aktiv. Zur Saison 2019/20 wechselte er zu den Heilbronner Falken.
Nach zwei Jahren bei den Falken unterschrieb Nemec im Sommer 2021 einen Dreijahresvertrag beim 2021 beim EV Lindau aus der Eishockey-Oberliga, bei dem er im Sommer 2023 seine aktive Karriere beendete. Anschließend wurde er als Torwarttrainer von seinem Ex-Verein EV Ravensburg verpflichtet und steht zudem bei den Ravensburg Towerstars (DEL2) und den Pikes Oberthurgau (Schweiz) als Torwarttrainer unter Vertrag.

## Karrierestatistik

### Play-offs
(Legende zur Torhüterstatistik: GP oder Sp = Spiele insgesamt; W oder S = Siege; L oder N = Niederlagen; T oder U oder OT = Unentschieden oder Overtime- bzw. Shootout-Niederlage; Min. = Minuten; SOG oder SaT = Schüsse aufs Tor; GA oder GT = Gegentore; SO = Shutouts; GAA oder GTS = Gegentorschnitt; Sv% oder SVS% = Fangquote; EN = Empty Net Goal; 1 Play-downs/Relegation; Kursiv: Statistik nicht vollständig)